# Sonata per pianoforte n. 8 (Skrjabin)
La Sonata per pianoforte n. 8, Op. 66, di Aleksandr Skrjabin, fu composta tra il 1912 e il 1913. Essendo una delle ultime sonate per pianoforte di Skrjabin, l'ottava sonata è altamente atonale, sebbene probabilmente meno dissonante di alcune delle sue altre opere tardive. Come le altre sonate per pianoforte di Skrjabin, l'ottava sonata riflette gli interessi mistici del compositore. Skrjabin vedeva alcune parti di questa sonata, che, come la sesta sonata, non eseguì mai in pubblico, come "l'episodio più tragico del mio lavoro creativo".

## Struttura e contenuto
L'ottava sonata consiste di un singolo movimento e le esecuzioni durano da 10 minuti (Michael Ponti) a 15 minuti (Dmitri Alexeev).
1. Lento - Allegro agitato

Questo pezzo è considerato uno dei brani musicalmente più difficili di Skrjabin. Sono più pagine di musica di qualsiasi altra sua opera pianistica e molte parti del pezzo, per ospitare i temi intrecciati, sono scritte su tre e quattro pentagrammi, anziché sui normali due pentagrammi. Il carattere dell'ottava sonata è meno pronunciato di quello della sesta e della settima. Ci sono meno dissonanze aggressive e nessun culmine violento e non ci sono quasi note esplicative.
La sonata inizia in modo quasi sgradevolmente sereno. Questo languido episodio si trasforma abbastanza rapidamente in un ritmo e una melodia agitati e molto chiacchieroni. Il pezzo si muove con una certa energia, come se fosse spinto da una forza creativa e ispirata. Non ci sono le istruzioni caratteristiche comuni nelle altre sonate tardive di Skrjabin. Non si spinge oltre la parola Tragique per indicare momenti nella musica di un'apatia e un'inutilità quasi angosciate. Questa sonata sembra quasi sperimentale, anche per gli standard di Skrjabin. È estremamente pastiche; alcune sezioni del pezzo sembrano essere cucite insieme in modo arbitrario come nella sezione intitolata presto che inizia con accordi staccato che rimbalzano sul tema precedente. Ci sono momenti di serenità, ma gran parte della musica sembra contagiosamente urgente ed entusiasta di un'energia estrema. Il compositore Boris Asafiev ha sostenuto che i temi del pezzo rappresentano gli elementi naturali.
Come per la sua sesta sonata, Skrjabin non ha mai eseguito questa sonata in pubblico. Considerò parti di essa "l'episodio più tragico del mio lavoro creativo" e descrisse la sua armonia come "tratta dalla natura, come se non fosse mai esistita prima". Stravinskij descrisse il pezzo come "incomparabile".